# Gyöngyházlepkék
A tarkalepkefélék vagy főlepkék (Nymphalidae) családjának azon nemeit, amelyekben a lepkék szárnyainak fonákján gyöngyházfényű foltok (ritkábban: sávok) vannak, összefoglaló néven gyöngyházlepkéknek nevezzük. A csoport parafiletikus.

## Megjelenésük, felépítésük
Szárnyaik felső felülete sárgás-, illetve vörösesbarna, fekete foltos rajzolattal.

## Életmódjuk
Hernyóik többnyire különböző ibolyafajok (Viola sp.) gyökerein élnek. Fogságban nagyon nehezen szaporíthatók.

## Ismertebb, Magyarországon honos fajaik
- ezüstös gyöngyházlepke (Argynnis adippe, Fabriciana adippe)
- kerek foltú gyöngyházlepke (Argynnis aglaja, Fabriciana aglaja, Mesoacidalia aglaja)
- ibolya-gyöngyházlepke (Argynnis niobe, Fabriciana niobe)
- nagy gyöngyházlepke (Argynnis paphia)
- zöldes gyöngyházlepke (Pandoriana pandora, Argynnis pandora)
- keleti gyöngyházlepke (Argynnis laodice, Argyronome laodice)
- fellápi gyöngyházlepke (Boloria aquilonaris)
- málna-gyöngyházlepke (Brenthis daphne)
- rozsdaszínű gyöngyházlepke (barna gyöngyházlepke, Brenthis hecate)
- lápi gyöngyházlepke (Brenthis ino)
- árvácska-gyöngyházlepke (Boloria euphrosyne, Clossiana euphrosyne)
- füstös gyöngyházlepke (Boloria improba, Clossiana improba)
- fakó gyöngyházlepke (Boloria selene, Clossiana selene)
- kis gyöngyházlepke (Boloria dia, Clossiana dia)
- közönséges gyöngyházlepke (Issoria lathonia)